# Henri LXIII Reuss de Köstritz
Henri LXIII prince Reuss de Köstritz (né le 18 juin 1786 à Berlin et mort le 27 septembre 1841 à Stonsdorf) est un représentant de la Maison princière Reuss.

## Biographie
Après la mort de son frère aîné Henri LX (1784–1833) il est l'aîné de la branche médiane de la lignée Köstritz (de). Il est marié deux fois. Il se marie au château de Wernigerode le 21 février 1819 avec la comtesse Éléonore de Stolberg-Wernigerode (1801-1827), et après la mort de cette dernière, il se marie le 11 mai 1828 avec la comtesse Caroline de Stolberg-Wernigerode (1806–1896), toutes deux filles du comte Henri de Stolberg-Wernigerode.
De 1833/34 (de) jusqu'à sa mort, il est député de la première chambre du Parlement de Saxe (de). Il possède entre autres des manoirs de Klipphausen, Leichnam et Klix.

## Progéniture
Henri LXIII laisse les enfants suivants :
Du premier mariage :
- Jeanne, dite Jenny (1820–1878), mariée en 1843 avec le prince Ferdinand de Schoenaich-Carolath (de)
- Henri IV Reuss de Kostritz (de) (1821-1894), succède en 1878 à son cousin Heinrich LXIX comme prince Reuss zu Köstritz de l'ancienne branche
- Augusta (1822–1862), épouse le grand-duc Frédéric-François II de Mecklembourg-Schwerin
- Henri VI Prince Reuss (1823–1823), décède quelques jours seulement après sa naissance à Wernigerode
- Henri VII Reuss de Köstritz (1825-1906), adjudant général de l'empereur Guillaume Ier, premier ambassadeur d'Allemagne à Constantinople, vit principalement à Trebschen
- Henri X Reuss de Köstritz (1827-1847), sa mère Éléonore décède à sa naissance

Du second mariage :
- Henri XII prince Reuss (1829–1866), seigneur de Stonsdorf, épouse en 1858 la comtesse Anna de Hochberg, baronne de Fürstenstein, fille de Jean-Henri X d'Hochberg
- Henri XIII Reuss de Köstritz (1830–1897), seigneur de Baschkow, épouse en 1869 Anna comtesse de Hochberg, baronne de Fürstenstein,
- Louise (1832-1862)
- Henri XV prince Reuss (1834–1869), marié en 1863 à la comtesse Luitgarde de Stolberg-Wernigerode (1838–1917), fille de Guillaume de Stolberg-Wernigerode
- Anne (de) (1837-1907), épouse le prince Otto zu Stolberg-Wernigerode en 1863
- Henri XVII prince Reuss (1839-1870), tué à la bataille de Mars-la-Tour